# Tetsuya Kijima
Tetsuya Kijima (japanisch 木島 徹也 Kijima Tetsuya; * 20. August 1983 in Chiba) ist ein japanischer Fußballspieler.

## Karriere
Kijima erlernte das Fußballspielen in der Schulmannschaft der Teikyo High School. Seinen ersten Vertrag unterschrieb er 2002 bei Sagawa Express Tokyo. Der Verein spielte in der dritthöchsten Liga des Landes, der Japan Football League. Danach spielte er bei TDK, Okinawa Kariyushi FC, FC Gifu und MIO Biwako Kusatsu. 2010 wechselte er zum Drittligisten Matsumoto Yamaga FC. Am Ende der Saison 2011 stieg der Verein in die J2 League auf. 2013 wechselte er zum Drittligisten FC Machida Zelvia. 2015 wechselte er zum Zweitligisten Kamatamare Sanuki. Am Ende der Saison 2018 stieg der Verein in die J3 League ab. 2020 wechselte er zum Tokyo 23 FC.